# Pócsa
Pócsa  (nje. Botsch i Pootsch) je selo u južnoj Mađarskoj.
Zauzima površinu od 8,05 km četvornih.

## Zemljopisni položaj
Nalazi se na 45°54'35" sjeverne zemljopisne širine i 18°28'15" istočne zemljopisne dužine, jugozapadno od Mohača. Od Viljana je udaljena 5 km, a od Borjata 3 km. Mali Budmir je 2 km zapadno, a Titoš 5,5 km istočno.

## Upravna organizacija
Upravno pripada Mohačkoj mikroregiji u Baranjskoj županiji. Poštanski broj je 7756.

## Stanovništvo
U Pócsi živi 182 stanovnika (2002.). 

## Vanjske poveznice
- Pócsa na fallingrain.com